# Acantholimon libanoticum
Acantholimon libanoticum är en triftväxtart som beskrevs av Pierre Edmond Boissier. Acantholimon libanoticum ingår i släktet Acantholimon och familjen triftväxter. Inga underarter finns listade i Catalogue of Life.